# Campylium squarrosulum
Campylium squarrosulum là một loài Rêu trong họ Amblystegiaceae. Loài này được (Besch.) Kanda mô tả khoa học đầu tiên năm 1975.